# Vis Facula
La Vis Facula è una struttura geologica della superficie di Titano.